# Juan Cuminetti
Juan Carlos Cuminetti, född 27 maj 1967 i Rosario, är en argentinsk före detta volleybollspelare.
Cuminetti blev olympisk bronsmedaljör i volleyboll vid sommarspelen 1988 i Seoul.